# Svagt analytisk modulär form
Inom matematiken är en svagt analytisk modulär form en funktion som liknar en analytisk modulär form, förutom att den tillåts ha poler vid spetsarna. Exempel är modulära funktioner och modulära former.

## Definition
För enkelhetens skull innehåller denna sektion bara fallet för nivå 1.
En analytisk modulär form av nivå 1 är en funktion f i övre halvplanet med följande egenskaper:
- f transformerar som en modulär form: {\displaystyle f((a\tau +b)/(c\tau +d))=(c\tau +d)^{k}f(\tau )} för något heltal k som kallas för vikten, för godtyckliga element av SL2(Z).
- Som en funktion av q=e2πiτ ges f av en Laurentserie (så den tillåts ha poler vid spetsarna).